# 熱中子反應堆
熱中子反應堆是一種使用慢中子或熱中子的核反應堆(「熱」並不是溫度上的熱，是與介質，反應堆的燃料、慢化劑和結構，互相接觸達到熱平衡，其能量遠低於最初由裂變產生的快中子。)
大部分核電站的反應堆都是熱中子反應堆，使用中子慢化劑降低中子能量直至它們的能量接近四周粒子的平均動能，降低中子速度至低速(熱中子)。中子且不帶電，這樣可使它們深入目標，接近原子核，因此中子的能量因力而分散，一些核素可以分散很多。
鈾-235的熱中子中子截面大約是1000靶恩，快中子大約是1靶恩。所以熱中子有更高的可能性使鈾-235發生核裂變，而不是與鈾-238發生中子捕獲。如果由鈾-235核裂變產生的中子至少有一個粒轟擊其他原子核而導致它發生裂變，這樣鏈式反應便可以持續進行。如果鏈式反應持續，這可以說它達到臨界，以產生臨界條件所需的鈾-235的質量被稱為臨界質量。
熱中子反應堆由以下的組件組成:
中子慢化劑以降低中子的速度。在輕水堆和重水堆中，水也作為反應堆冷卻劑。
核燃料，是可裂變物質，通常為鈾。
反應堆壓力槽，是一個包含冷卻劑和反應堆堆芯的壓力容器。
放射性屏障以保護人與環境免受電離輻射的有害影響。
安全殼，在緊急狀況時，安全殼避免放射性物質泄漏。
儀器儀表監察和控制反應堆糸統。